# 望楼柯
望楼柯（学名：Lithocarpus garrettianus）为壳斗科柯属的植物。分布在缅甸、泰国、越南、老挝以及中国大陆的云南等地，生长于海拔1,000米的地区，多生在杂木林中，目前尚未由人工引种栽培。